# Shakti

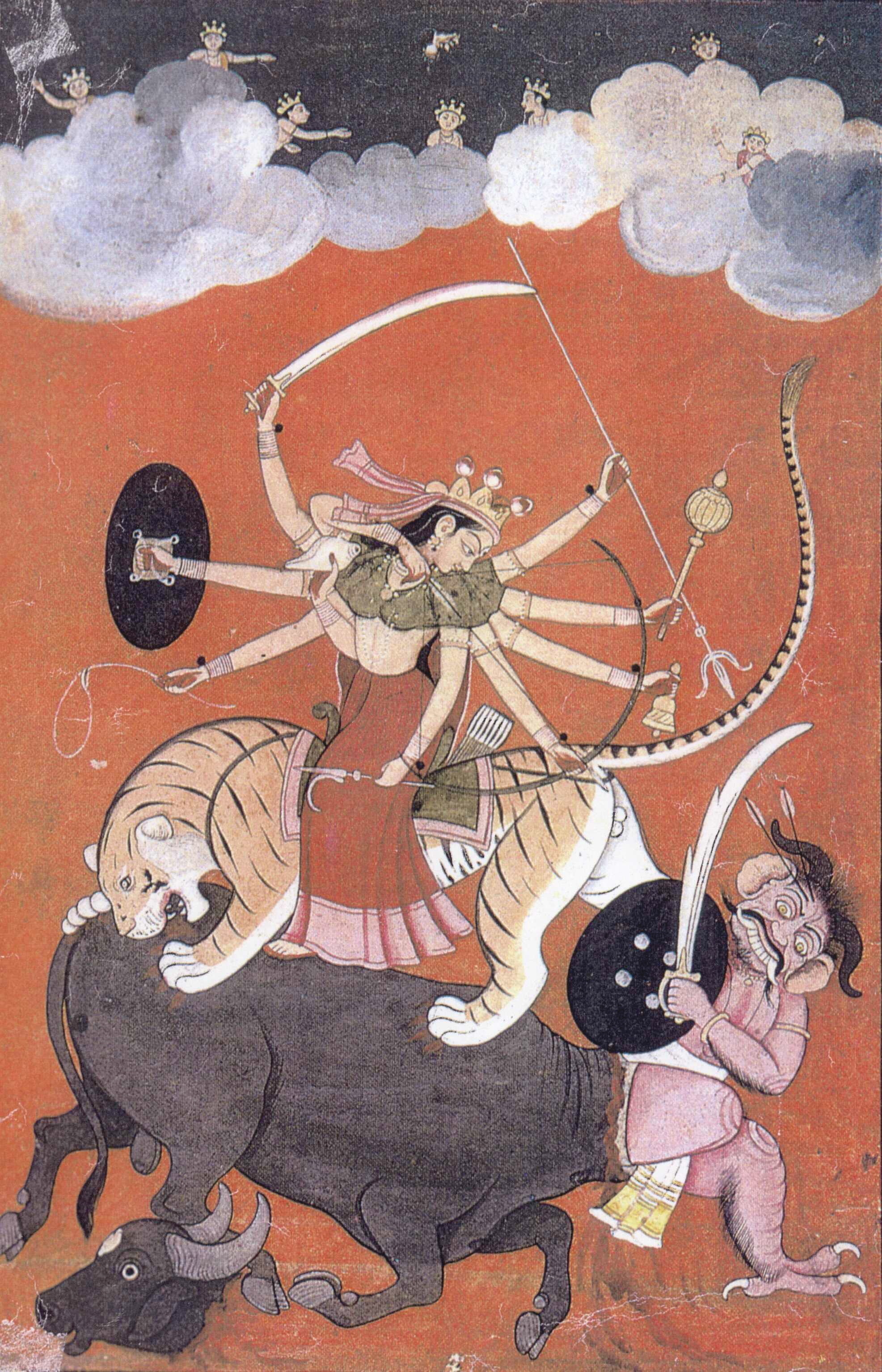
Shakti als Durga, die den Büffeldämon, Verkörperung des Übels, besiegt

Shakti (Sanskrit शक्ति Śakti [ˈʃʌktɪ], wörtl. „Kraft“, „Energie“), auch Schakti, steht im Hinduismus für die weibliche Urkraft des Universums – sie stellt eine aktive Energie dar. Die unzähligen indischen Göttinnen werden als Form von Shakti angesehen. 
Oft wird der weibliche Gegenpart eines männlichen Gottes als dessen Shakti angesehen. Die hinduistische Trimurti – die Dreiheit von Brahma, Vishnu und Shiva – hat folgende Göttinnen als weibliche Seite oder auch Gattin:
- Für Brahma, den Schöpfer/Vergeber, ist es Sarasvati. Sarasvati ist die Göttin der Kunst und Wissenschaft.
- Für Vishnu, den Erhalter/Verwandler, ist es Lakshmi. Lakshmi tritt als Göttin des Glücks, des Reichtums und der Schönheit auf.
- Für Shiva, den Zerstörer/Erlöser, ist es Parvati. Parvati kann als sanfte Gattin Uma oder als Kriegerin Durga auftreten.[2]

Nimmt das Unheil im Universum zu, so verbinden sich laut Tradition Sarasvati, Lakshmi und Parvati zu Kali, der dunklen Seite Shaktis, die alles auf ihrem Weg zerstört.
Im Shaktismus kommt der Shakti eine zentrale Rolle als beherrschende Gottheit zu. In einigen Richtungen des Shaktismus gilt Shakti als kinetischer Aspekt des Brahman, des einzig wahrhaft Seienden, der die manifestierte Welt und alle ihre Erscheinungen hervorbringt, selbst ist und beherrscht. In dieser Form wird Shakti zumeist als Mahadevi angesehen.
Im westlichen Neotantra wird der Begriff Shakti meist als Synonym für Frau gebraucht.
Das Nominalkompositum Shivashakti der göttliche Vater und die göttliche Mutter symbolisieren Bewusstsein und Kraft in einer Einheit. Shakti und Shiva gelten im Tantra sowie in den vielfältigen Richtungen des Shaktismus und Shivaismus als die beiden Pole des Universums.

## Ursprung und Geschichte
Einige Forscher vermuten, dass Shakti ihren Ursprung bereits in der Indus-Kultur haben könnte, da dort viele weibliche Figurinen gefunden wurden, die Göttinnen darstellen könnten. Jedoch enthält das hinduistische Konzept von Shakti noch andere wesentliche Einflüsse. 
In den Veden spielen die Göttinnen zwar keine tragende Rolle, jedoch werden hier bereits wichtige Aspekte von Göttinnen personifiziert. Vak ist z. B. die Göttin der Rede, Aditi die Mutter der Götter, Prithivi die Mutter Erde und Uṣas, die Göttin der Morgenröte, wird in vielen Hymnen verehrt. Ebenso erscheinen weibliche Seiten der vedischen Götter, Indrani z. B. wird als Indras Macht und Kraft angesehen. 
In der Nach-Vedischen-Periode wurden dann nicht-vedische Göttinnen durch die Sanskritisierung allgemein verbreitet und akzeptiert. Durga, Kali und andere Göttinnen wurden deshalb in neuen Religionsformen besonders wichtig. 
In der klassischen Periode des Hinduismus erschienen dann in den Puranas die Göttinnen als Gemahlinnen der männlichen Götter, jedoch repräsentieren sie dort auch die Macht und Energie des männlichen Gottes. Die Göttinnen wurden in der klassischen Periode mit drei Kräften gleichgesetzt: Shakti (Energie), Prakriti (ursprünglicher Stoff) und Maya (Illusion).
In der späteren Shakti-Theologie haben zwei Texte eine besonders wichtige Bedeutung. Das Devi Mahatmya und das Devi Bhagavatam Purana. Beide Texte veränderten die Bedeutung Shaktis im Hinduismus. Im Devi Mahatmya ist die Göttin die höchste Realität und verkörpert alle positiven und negativen Aspekte von Macht und Energie. Sie wird als kreativ, erhaltend und zerstörend angesehen. Die männlichen Götter, die Trimurti, werden in diesem Text zwar weiterhin als Gottheiten der Schöpfung, Erhaltung und Zerstörung angesehen, jedoch wird Mahadevi als die Kraft angesehen, die den Kräften der männlichen Götter zugrunde liegt, d. h., ihre Macht und Bedeutung geht über diese hinaus.
Im Devi Bhagavatam Purana wird Shakti als von den männlichen Göttern völlig unabhängig beschrieben, darüber hinausgehend sind alle Götter vollkommen abhängig von Shaktis Willen, Kraft und Macht. Shakti selbst wird als Nirguna, als jeglicher Form und Erscheinung jenseitig beschrieben und trotzdem als Sarasvati, Lakshmi und Kali den drei Gunas gleichgesetzt. Die Göttin erscheint als Brahman selbst, als Urgrund allen Daseins und ewigwährend. Die einzelnen Göttinnen des Hinduismus erscheinen im Devi Bhagavatam Purana alle als Aspekte und Erscheinungen von Shakti selbst. Auch Purusha und Prakriti werden beide als Shakti, bzw. Mahadevi, angesehen.
Im Allgemeinen erscheinen die Göttinnen, die Shakti personifizieren, nicht nur als gütig und wohltuend, sondern sie haben auch bösartige, zerstörerische Seiten. So gelten z. B. die Mahavidyas als schreckliche und zornige Göttinnen und auch Kali und Durga besitzen solche Aspekte.
Gleichfalls erscheinen Göttinnen nicht nur in ihrer brahmanistischen Form, auch in der indischen Volksreligion sind diese zahlreich vertreten und mit dem Shakti-Konzept verbunden.

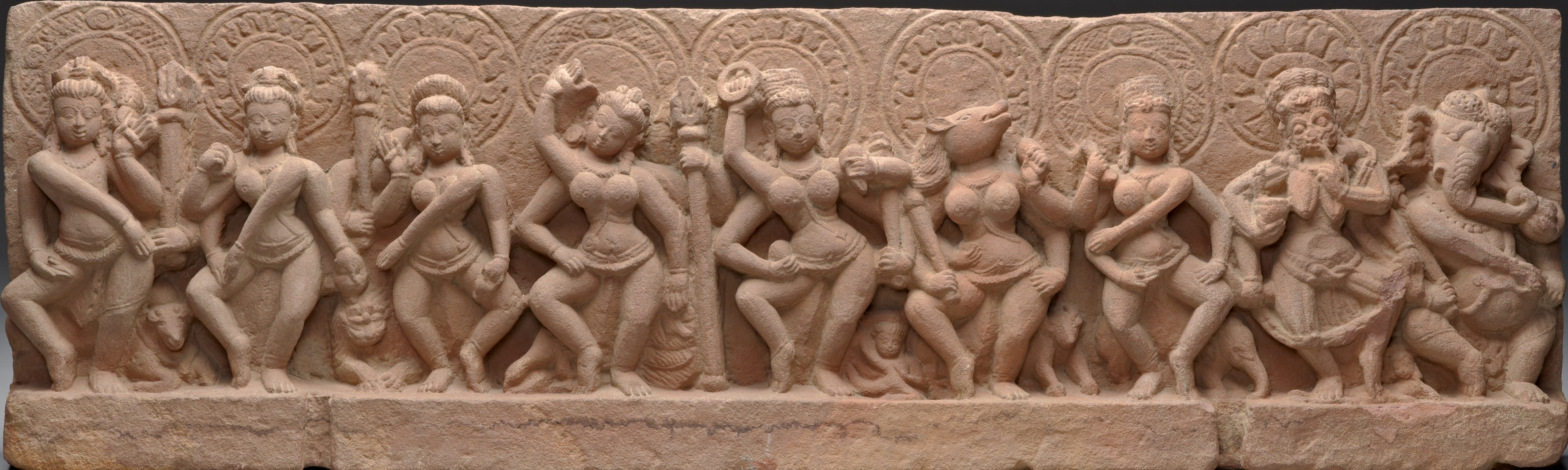
Relief mit den Devi Matrikas, flankiert von Shiva (links außen) und dritte von rechts Varahi sowie Ganesha (rechts außen), sie repräsentieren allesamt die verschiedenen „Shakti Aspekte“, aus dem 9. Jahrhundert Madhya Pradesh